# Netsky (worm)
Netsky è una famiglia di worm che colpisce i sistemi operativi Windows a 16 o a 32 bit. Il virus si trasmette tramite e-mail: all'apertura di un allegato da parte dell'utente, Netsky utilizza un proprio motore SMTP per diffondersi a tutti gli indirizzi mail che trova nella memoria del computer infettato.
Il primo worm di questa famiglia è stato scritto da un adolescente tedesco nel 2004; successivamente, ne sono state create diverse varianti. Nell'ottobre 2006, la variante P di Netsky era il virus informatico più diffuso.